# Быть Мэри Джейн
«Быть Мэри Джейн» (англ. Being Mary Jane) — американский телесериал с Габриэль Юнион в главной роли, созданный Марой Брок Акил, который стартовал на кабельном канале BET 2 июля 2013 года. В центре сюжета находится профессионально успешная ведущая собственного ток-шоу Мэри Джейн Пол, пытающаяся совместить карьеру с заботой о семье и поиском мужчины, который сможет быть рядом с ней.
«Быть Мэри Джейн» стартовал на BET 2 июля 2013 года в качестве телефильма-пилотного эпизода, а премьера первого сезона состоялась 7 января 2014 года. Пилотный эпизод получил похвалу от критиков, а также возглавил рейтинговую таблицу в день премьеры, привлекая более четырёх миллионов зрителей. 12 сентября 2013 года, до старта первого сезона, BET продлил сериал на второй сезон, который стартовал 3 февраля 2015 года. 5 февраля канал продлил сериал на третий сезон, который стартовал 20 октября 2015 года. 6 января 2016 года сериал был продлен на четвёртый сезон, однако его создатель и шоураннер, Мара Брок Акил, не будет принимать активного участия в развитии проекта.
11 октября 2017 года было объявлено, что сериал завершится двухчасовым телефильмом, премьера которого планировалась в 2018 году, но так и не состоялась. 7 декабря 2018 года BET объявил, что дата выхода телефильма была перенесена на 16 апреля 2019 года. 1 апреля 2019 года было объявлено, что премьера телефильма была перенесена на неделю позже (на 23 апреля 2019 года).

## Эпизоды

### Сезон 1
| Номер | Название                    | Режиссёр   | Сценарист                        | Оригинальная дата показа | Зрители в США (миллионы) |
| ----- | --------------------------- | ---------- | -------------------------------- | ------------------------ | ------------------------ |
| 0     | «Pilot»                     | Салим Акил | Мара Брок Акил                   | 2 июля 2013              | 4,01                     |
| 1     | «Storm Advisory»            | Салим Акил | Джессика Мекленбург              | 7 января 2014            | 3,32                     |
| 2     | «Girls Night In»            | Салим Акил | Мара Брок Акил                   | 14 января 2014           | 2,77                     |
| 3     | «The Huxtables Have Fallen» | Салим Акил | Девон Греггори                   | 21 января 2014           | 2,58                     |
| 4     | «Mixed Messages»            | Салим Акил | Эрика Л. Андерсон                | 4 февраля 2014           | 2,69                     |
| 5     | «Exposed»                   | Салим Акил | Эрика Грэм                       | 11 февраля 2014          | 2,47                     |
| 6     | «Hindsight is 20/40»        | Салим Акил | Эрика Л. Андерсон                | 18 февраля 2014          | 2,92                     |
| 7     | «Blindsided»                | Салим Акил | Джессика Мекленбург и Эрика Грэм | 25 февраля 2014          | 2,58                     |
| 8     | «Uber Love»                 | Салим Акил | Мара Брок Акил                   | 25 февраля 2014          | 3,23                     |

### Сезон 2
| Номер в сериале | Номер в сезоне | Название                                      | Режиссёр     | Сценарист                          | Оригинальная дата показа | Зрители в США (миллионы) |
| --------------- | -------------- | --------------------------------------------- | ------------ | ---------------------------------- | ------------------------ | ------------------------ |
| 9               | 1              | «People In Glass Houses Shouldn't Throw Fish» | Салим Акил   | Мара Брок Акил                     | 3 февраля 2015           | 2,37                     |
| 10              | 2              | «Freedom»                                     | Салим Акил   | Лоренс Андрис                      | 10 февраля 2015          | 2,07                     |
| 11              | 3              | «Mary Jane Knows Best»                        | Реджина Кинг | Мара Брок Акил и Эрика Л. Андерсон | 17 февраля 2015          | 2,46                     |
| 12              | 4              | «Sleepless In Atlanta»                        | Реджина Кинг | Эрика Грэм                         | 24 февраля 2015          | 2,41                     |
| 13              | 5              | «No Eggspectations»                           | Салим Акил   | Нжири Браун и Мелора Ривера        | 3 марта 2015             | 2,09                     |
| 14              | 6              | «Pulling The Trigger»                         | Салим Акил   | Адам Джиудрон                      | 10 марта 2015            | 1,72                     |
| 15              | 7              | «Let's Go Crazy»                              | Реджина Кинг | Мара Брок Акил                     | 17 марта 2015            | 1,43                     |
| 16              | 8              | «One Is The Loneliest Number»                 | Реджина Кинг | Лоренс Андрис                      | 24 марта 2015            | 1,23                     |
| 17              | 9              | «Line In The Sand»                            | Неизвестно   | Неизвестно                         | 31 марта 2015            | 1,59                     |
| 18              | 10             | «Primetime»                                   | Неизвестно   | Неизвестно                         | 7 апреля 2015            | 1,36                     |
| 19              | 11             | «Reading The Signs»                           | Неизвестно   | Неизвестно                         | 14 апреля 2015           | 1,30                     |
| 20              | 12             | «Signing Off»                                 | Неизвестно   | Неизвестно                         | 14 апреля 2015           | 1,46                     |